# Venizel
Venizel és un municipi francès situat al departament de l'Aisne i a la regió dels Alts de França. L'any 2007 tenia 1.391 habitants.

## Demografia

### Població
El 2007 la població de fet de Venizel era de 1.391 persones. Hi havia 544 famílies de les quals 116 eren unipersonals (52 homes vivint sols i 64 dones vivint soles), 176 parelles sense fills, 200 parelles amb fills i 52 famílies monoparentals amb fills.
La població ha evolucionat segons el següent gràfic:
Habitants censats

### Habitatges
El 2007 hi havia 569 habitatges, 542 eren l'habitatge principal de la família, 4 eren segones residències i 22 estaven desocupats. 399 eren cases i 168 eren apartaments. Dels 542 habitatges principals, 309 estaven ocupats pels seus propietaris, 226 estaven llogats i ocupats pels llogaters i 8 estaven cedits a títol gratuït; 5 tenien una cambra, 15 en tenien dues, 86 en tenien tres, 210 en tenien quatre i 227 en tenien cinc o més. 325 habitatges disposaven pel capbaix d'una plaça de pàrquing. A 258 habitatges hi havia un automòbil i a 214 n'hi havia dos o més.

### Piràmide de població
La piràmide de població per edats i sexe el 2009 era:
| Homes | Edats   | Dones |
| ----- | ------- | ----- |
| 0     | 95 o +  | 0     |
| 0     | 90 a 94 | 0     |
| 0     | 85 a 89 | 4     |
| 0     | 80 a 84 | 8     |
| 8     | 75 a 79 | 24    |
| 44    | 70 a 74 | 44    |
| 56    | 65 a 69 | 48    |
| 20    | 60 a 64 | 32    |
| 8     | 55 a 59 | 20    |
| 48    | 50 a 54 | 48    |
| 32    | 45 a 49 | 40    |
| 52    | 40 a 44 | 60    |
| 68    | 35 a 39 | 56    |
| 60    | 30 a 34 | 56    |
| 84    | 25 a 29 | 52    |
| 32    | 20 a 24 | 28    |
| 56    | 15 a 19 | 44    |
| 60    | 10 a 14 | 72    |
| 60    | 5 a 9   | 48    |
| 36    | 0 a 4   | 52    |

## Economia
El 2007 la població en edat de treballar era de 900 persones, 636 eren actives i 264 eren inactives. De les 636 persones actives 547 estaven ocupades (325 homes i 222 dones) i 89 estaven aturades (39 homes i 50 dones). De les 264 persones inactives 62 estaven jubilades, 97 estaven estudiant i 105 estaven classificades com a «altres inactius».

### Ingressos
El 2009 a Venizel hi havia 550 unitats fiscals que integraven 1.369 persones, la mediana anual d'ingressos fiscals per persona era de 16.298 €.

### Activitats econòmiques
Dels 33 establiments que hi havia el 2007, 1 era d'una empresa alimentària, 1 d'una empresa de fabricació de material elèctric, 2 d'empreses de fabricació d'altres productes industrials, 9 d'empreses de construcció, 3 d'empreses de comerç i reparació d'automòbils, 2 d'empreses de transport, 3 d'empreses d'hostatgeria i restauració, 1 d'una empresa de serveis, 8 d'entitats de l'administració pública i 3 d'empreses classificades com a «altres activitats de serveis».
Dels 11 establiments de servei als particulars que hi havia el 2009, 1 era una oficina de correu, 2 paletes, 3 guixaires pintors, 1 fusteria, 2 lampisteries i 2 perruqueries.
L'únic establiment comercial que hi havia el 2009 era una fleca.

## Equipaments sanitaris i escolars
L'únic equipament sanitari que hi havia el 2009 era una farmàcia.
El 2009 hi havia 1 escola maternal i 1 escola elemental.

## Poblacions properes
El següent diagrama mostra les poblacions més properes.